# Metamorfòpsia
La metamorfòpsia  (de grec antic: μεταμορφοψία, metamorfòpsia, 'veure formes mutades') és un tipus de visió distorsionada en què una reixeta de línies rectes apareix ondulada o parcialment buida. A més, la metamorfòpsia pot provocar percepcions errònies de la mida, la forma o la distància d'un objecte a l'espectador.
Caracteritzada inicialment al segle XIX, la metamorfòpsia es va descriure com un dels principals i més notables símptomes de maculopatia miòpica i senil. La metamorfòpsia es pot presentar com una visió desequilibrada, resultant de petits moviments involuntaris de l'ull mentre intenta estabilitzar el camp de visió.
S'associa principalment amb la degeneració macular, en particular la degeneració macular associada a l'edat amb neovascularització coroidal. Altres afeccions que poden presentar-se amb queixes de metamorfòpsia inclouen: miopia patològica, ruptura coroidal i coroïditis multifocal.